# Idioma anêm
El anêm es una lengua aislada de Papúa Nueva Guinea hablada por unas 550 personas en cinco aldeas principales en el noroeste de la isla de Nueva Bretaña. Las cinco localidades son Malasoŋo (donde también se habla bariai), Karaiai, Mosiliki, Pudêlîŋ, Atiatu (donde también se habla lusi) y Bolo (donde también se habla aria). Además la lengua es hablada por otras personas, la mayoría de origen anêm, en otras aldeas cercanas.

## Dialectos
Hay dos variantes principales, el akiblîk (dialecto de Bolo) que está prácticamente extinto (hacia 1982 su hablante más joven tenía entonces 35 años). El principal dialecto se habla en las otras cuatro localidades mencionadas.

## Descripción lingüística
El anên es una lengua nominativo-acusativa con orden predominante SVO en oraciones enunciativas. Las "preguntas de sí o no" se marcan mediante entonación sin alterar el orden sintáctico. La negación y el aspecto gramatical se indican mediante marcas de modalidad que aparecen en posición final de la oración. No existen marcas de tiempo gramatical aunque hay tres distinciones de modo gramatical (realis, irrealis y exhortativo). El realis se refiere a algo que ha sucedido o está sucediendo; el irrealis se refiere o al futuro o a situaciones hipotéticas, mientras que el exhortativo (o imperativo) se usa sólo en tercera persona para dar órdenes.
- Datos: Q56512